# Брандт, Генри (раввин)
Генри Г. Брандт (25 сентября 1927, Мюнхен — 7 февраля 2022, Цюрих)  — немецкий раввин.

## Биография
В результате изгнания и преследования евреев во времена нацизма семья Брандта, которому тогда было одиннадцать лет, эмигрировала через Англию в Тель-Авив в 1939 году. После службы в качестве офицера во время израильской войны за независимость. Брандт изучал экономику в Северной Ирландии в Королевском университете Белфаста с 1951 по 1955 год, а после его окончания работал рыночным аналитиком в Ford Motor Company. В это время он также работал волонтёром в еврейской общине Илфорд недалеко от Лондона.
В 1957 году он начал обучение в колледже Лео Бека в Лондоне и окончил его в 1961 году с дипломом раввина (Смиха). Свою первую должность он занимал в качестве регионального раввина реформаторских общин в Лидсе, на северо-востоке Англии. В 1971 году он переехал в Женеву, где оставался раввином международной еврейской общины до 1978 года, после чего стал раввином-основателем еврейской либеральной общины « Ор Хадаш » в Цюрихе, а позже общинным раввином еврейской общины в Гетеборге. С 1983 по 1995 год он был государственным раввином государственной ассоциации еврейских общин Нижней Саксонии, базирующейся в Ганновере, с 1995 по 2004 год региональный раввин региональной ассоциации еврейских общин Вестфалии-Липпе в Дортмунде. С 2004 по март 2019 года он был раввином еврейской общины Швабии-Аугсбурга. В качестве официального раввина он заботился о еврейской общине Билефельда.
Раввин Брандт был еврейским председателем Немецкого координационного совета обществ христианско-еврейского сотрудничества с 1985 по 2016 год.  Он был членом правления Фонда Бубера-Розенцвейга. Он также был членом дискуссионной группы «Евреи и христиане» при Центральном комитете немецких католиков.
В 2004 году Брандт был избран председателем Неправославной Генеральной раввинской конференции (АРК); он занимал этот пост до февраля 2019 года.  Кроме того, недавно сформированная перекрестная немецкая раввинская конференция назначила его своим председателем-основателем в 2005 году. Он занимал этот пост до 2006 года; его сменил Натанель Тейтельбаум из Православной раввинской конференции.
Брандт вступил в Ассоциацию масонов в Англии в 1962 году.
Последнее время он жил в Цюрихе, где и умер в возрасте 94 лет.

## Дебаты о заступничестве Страстной пятницы
После того как Вальтер Хомолка и Миха Брумлик отменили свое участие в 97-м Дне немецких католиков в мае в Оснабрюке в феврале 2008 года из-за возмущения по поводу заступничества за евреев в Страстную пятницу , раввин Генри Брандт заявил, что он был удивлён отменой Вальтера Хомолки. Правда, он согласен с ним в критике текста ходатайства. Однако именно поэтому необходимы дискуссии с католической церковью. Брандт подчеркнул: «Сейчас еще есть место для переговоров» и «Я считаю, что прерывать переговоры — это неправильный способ»

## Премии и награды
- В 1994 году кафедра протестантской теологии Марбургского университета имени Филиппа присвоила Генри Г. Брандту звание почетного доктора.
- В 2005 году Центральный институт исламских архивов в Германии наградил его премией Мухаммада Нафи Челеби за новаторскую роль в еврейско-мусульманском диалоге . Говорят, что он первый раввин, когда-либо получивший исламскую награду.
- 12 июля 2007 года в Берлине Союз прогрессивных евреев Германии наградил Генри Брандта вместе с Эрнстом Людвигом Эрлихом (Базель) и государственным раввином земли Мекленбург-Передняя Померания Уильямом Вольфом Премией Израиля Якобсона.
- 2008: Орден «За заслуги перед Федеративной Республикой Германия» (Крест за заслуги 1-й степени).
- 2011: Премия Эдит Штайн
- 2014: Баварский орден «За заслуги»
- 2015: Почетный гражданин города Аугсбурга[10].
- 2018: Премия Клауса Хеммерле [11][12]
- 2019: Премия Эстронго Нахама за толерантность и гражданское мужество [13]